# Bryoptera ruficana
Bryoptera ruficana là một loài bướm đêm trong họ Geometridae.